# 罗切拉伊奥尼卡
罗切拉伊奥尼卡（義大利語：Roccella Ionica），是意大利雷焦卡拉布里亚省的一个市镇。总面积37平方公里，人口6738人，人口密度182.1人/平方公里（2009年）。ISTAT代码为080067。